# 大通镇 (天长市)
大通镇，是中华人民共和国安徽省滁州市天长市下辖的一个行政建制镇。

## 行政区划
大通镇下辖以下地区：元通社区、便益社区、坝田社区、双柳村、便东村、便西村、刘跳村、冯安村、大通村、街南村、齐庙村和连塘村。

## 历史
民国30年10月，原属盱眙县的铜城乡及大通区划属天长，下辖大通、保安、齐庙3个乡